# 873 Мехтільд
873 Мехтільд (873 Mechthild) — астероїд головного поясу, відкритий 21 травня 1917 року.
Тіссеранів параметр щодо Юпітера — 3,380.